# 韓期維
韩期维（？—？），字光宋，號梅埜，陕西西安府鄠縣（今户县）人，明朝政治人物。

## 生平
万历二十八年（1600年）庚子科陕西乡试举人，三十二年（1604年），登甲辰科进士，都察院觀政。授河南新郑县知县，甫三月，卒于公署。